# 趙紹
赵绍（?—?），《战国策·韩一》作赵卓，战国时期韩国大臣。
赵国准备对魏国用兵，派人通过申不害向韩国借兵。申不害想对韩昭侯说这件事，又怕韩昭侯怀疑自己勾结外国，如果不说，又怕惹赵国厌恶。于是申不害让赵绍、韓沓去试探韩昭侯的态度，然后才去自己面见禀告。申不害对内明白了国君的意图，对外有拉拢了赵国的效用。